# NGC 188

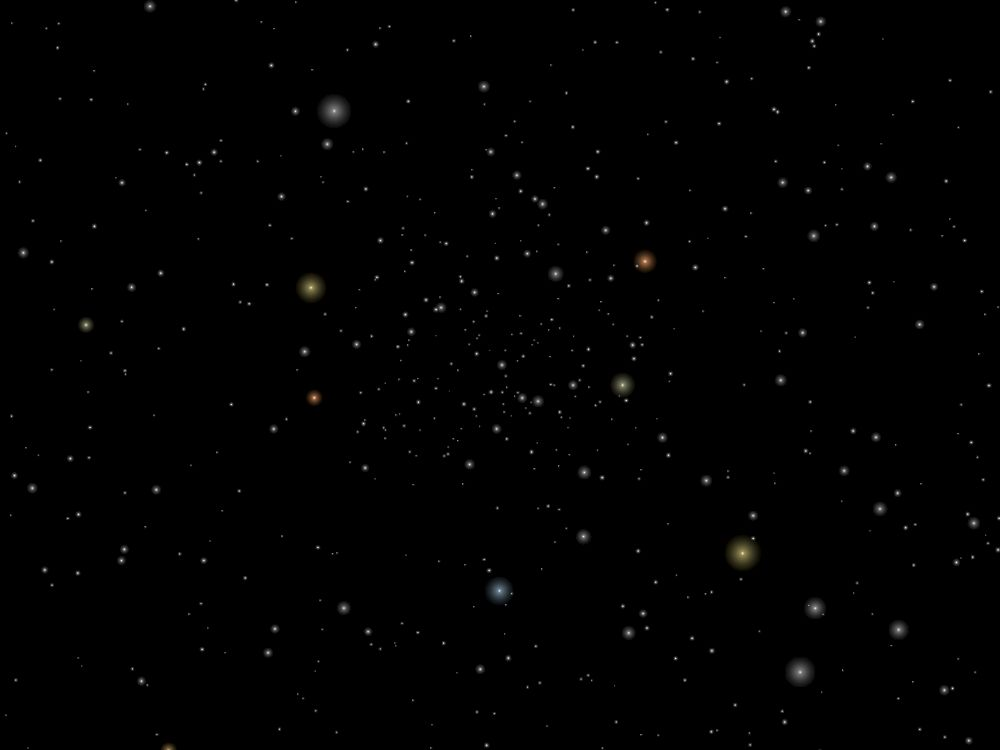
NGC 188

NGC 188 sau Caldwell 1 este un roi deschis din constelația Cefeu. A fost descoperit de John Herschel în anul 1825. Se află la o distanță de 5 400 ani-lumină de Pământ.